# Czubak czarny
Czubak czarny (Aviceda leuphotes) – gatunek ptaka drapieżnego z rodziny jastrzębiowatych (Accipitridae). Przeciętny czubak czarny ma 30–35 cm długości i waży 168–224 g. Rozpiętość jego skrzydeł wynosi od 66 do 80 cm. Żywi się głównie owadami. Gatunek ten występuje w gęstych lasach w Azji Południowo-Wschodniej oraz Południowej.
Podgatunki i zasięg występowaniaWyróżniono trzy podgatunki czubaka czarnego:
- Aviceda leuphotes syama (Hodgson, 1837), żyjący we wschodnim Nepalu, północno-wschodnich Indiach, południowych Chinach i północnej Mjanmie; zimuje na południe przez Indochiny i Półwysep Malajski po Sumatrę,
- Aviceda leuphotes leuphotes (Dumont, 1820), żyjący w południowo-zachodnich Indiach, południowej Mjanmie i zachodniej Tajlandii,
- Aviceda leuphotes andamanica Abdulali & Grubh, 1970, żyjący na Andamanach.

Proponowano też wyróżnienie podgatunku A. l. wolfei Deignan, 1948, który miałby obejmować populację z Syczuanu w Chinach, jednak nie jest on obecnie uznawany.
StatusMiędzynarodowa Unia Ochrony Przyrody (IUCN) uznaje czubaka czarnego za gatunek najmniejszej troski (LC – Least Concern) nieprzerwanie od 1988 roku. Trend liczebności populacji uznaje się za spadkowy.